# Olle Martinsson
Sven-Olov Roland „Olle“ Martinsson (* 21. März 1944 in Malmberget; † 22. Februar 2021) war ein schwedischer Skispringer.

## Werdegang
Sein internationales Debüt gab Martinsson, der für den Verein Koskullskulle AIF startete, mit 18 Jahren bei der Vierschanzentournee 1962/63, bei der er den 35. Platz in der Gesamtwertung erreichte. Ein Jahr später bei der Vierschanzentournee 1963/64 erreichte er nur Rang 73 der Gesamtwertung. Bei den Olympischen Winterspielen 1964 in Innsbruck startete Martinsson in beiden Einzeldisziplinen. Dabei erreichte er von der Normal- wie auch der Großschanze den 32. Platz. Mit seinen erst 19 Jahren war er der jüngste Skispringer im schwedischen Team und gemeinsam mit sechs weiteren Sportlern auch jüngster Skisportler der Schweden. Jünger war nur Gunilla Jacobsson.
Bei der Vierschanzentournee 1964/65 konnte Martinsson sich deutlich steigern und landete am Ende der Tournee auf dem 26. Platz der Gesamtwertung. Trotz dieser Steigerung trat er im Folgejahr nicht an. Bei der Nordischen Skiweltmeisterschaft 1966 in Oslo gehörte Martinsson trotzdem zum Kader und sprang von der Normalschanze auf Rang 44 und von der Großschanze auf Rang 20.
Seine letzte Vierschanzentournee 1968/69 wurde Martinssons erfolgreichste Tournee. Bereits beim Auftaktspringen auf der Schattenbergschanze in Oberstdorf sprang er auf einen guten 19. Platz. Auf der Großen Olympiaschanze in Garmisch-Partenkirchen gelang ihm mit dem 13. Platz sein bestes Einzelresultat bei einer Tournee. Auf der Bergiselschanze in Innsbruck erreichte er Rang 17, bevor er die Tournee mit Platz 21 auf der Paul-Außerleitner-Schanze in Bischofshofen abschloss. In der Gesamtwertung erreichte er damit Rang 16.
Martinsson lebte in Gällivare.

## Erfolge

### Vierschanzentournee-Platzierungen
| Saison  | Platz | Punkte |
| ------- | ----- | ------ |
| 1962/63 | 35.   | 653,7  |
| 1963/64 | 73.   | 379,9  |
| 1964/65 | 26.   | 743,9  |
| 1968/69 | 16.   | 788,4  |